# 太石村罷免事件
太石村罢免事件是指2005年中华人民共和国广东省广州市番禺区鱼窝头镇太石村村民对在任村主任进行罢免而引起的政治事件。罢免事件因維權人士和学者的参与、大量媒体的曝光评论与当地政府的使用武力而广受关注。
當時太石村發生了嚴重的財務問題，村民委员会已失去村民的信任，被質疑貪污腐败。当年7月底，村民启动罢免程序提请罢免村委会主任。8月，村民进入村委办公楼并与警方长时间对峙。9月5日，番禺区民政局收到村民的五百余个有效签名，罢免程序正式启动。9月12日，番禺区政府动用上千警力对村委办公楼进行清场，拘捕了几十名村民，以及几位帮助村民的维权人士；番禺区政府旋即否认该村存在贪腐问题。不久之后，部分早期支持罢免的村民撤回了签名，罢免动议遂告失效。